# Diebold Lauber

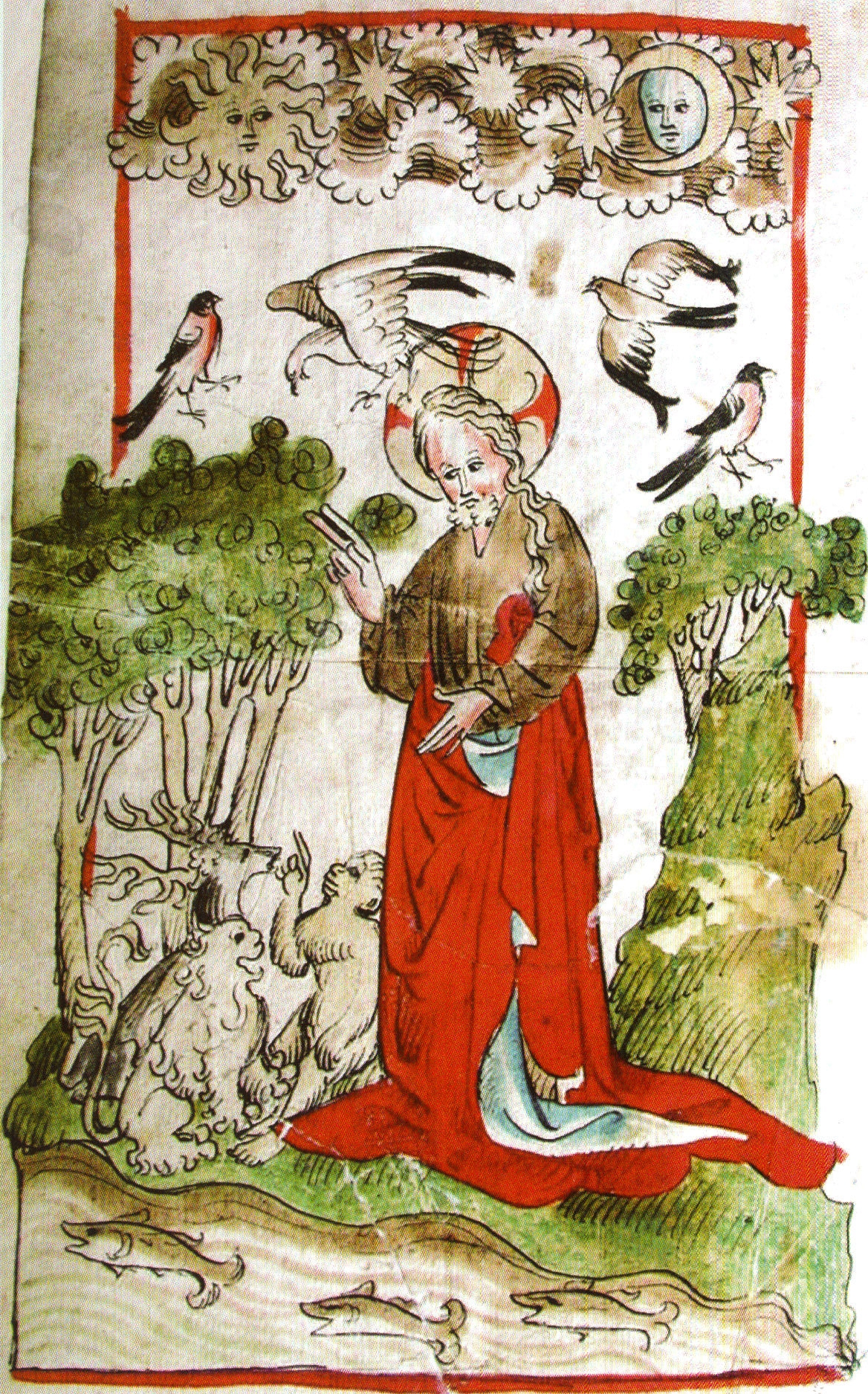
Historienbibel: Illuminierte Handschrift aus der Werkstatt Diebold Laubers in Hagenau, Stadtbibliothek Mainz

Diebold Lauber, diebolt louber, auch: Diepolt Lauber (* vor 1427; † nach 1471) betrieb Mitte des 15. Jahrhunderts im elsässischen Hagenau eine Schreiberwerkstatt mit einem Handschriftenhandel, die als eine der erfolgreichsten ihrer Zeit angesehen wird. Aus der Werkstatt Lauber gingen ca. 80 überwiegend bebilderte Handschriften hervor, darunter neben gelehrten Schriften auch deutschsprachige Chroniken und illustrierte Abschriften bedeutender Werke der mittelalterlichen Literatur.

## Leben und Wirken
Über Diebold Laubers Leben ist wenig bekannt. Er verdiente seinen Lebensunterhalt mit der Vermietung von Ställen, als Schreiber, Kopist, Redakteur und Schreiblehrer. In Hagenau ist er mit seiner Werkstatt und durch deren Produktion zwischen 1427 und 1471 nachgewiesen.
Die Laubersche Werkstatt, die aus der Elsässischen Werkstatt von 1418 hervorging, war ein keineswegs kleines Unternehmen und arbeitete wie eine Manufaktur; sie vergab Aufträge an Lohnschreiber und unterhielt einen festen Stab an Illustratoren. Aus handschriftlichen Belegen geht hervor, dass Diebold Lauber für seine Manuskripte einen Vertrieb unterhielt; er produzierte nicht nur für Auftraggeber, sondern vervielfältigte wie die Konkurrenten aus dem Druckereigewerbe auch auf Vorrat. Die Handschriften fanden ihre Käufer überregional im Adel und bei den wohlhabenden Bürgern der Städte.

## Bedeutung
Laubers Werkstatt produzierte billige und für größere Käuferkreise erschwingliche Papierhandschriften, die im Gegensatz zu den illuminierten Prachthandschriften der Vergangenheit sowohl in der Bilddarstellung als auch in der Textwiedergabe eher grob und flüchtig angelegt waren. Entscheidend war die Veranschaulichung des Textes in Illustrationen, die Handlung und Bewegung erfassten; auf Genauigkeit, Raumdarstellung oder gar einen Schmuck der Seiten wurde indes verzichtet.
Lauber vertrieb seine Handschriften erfolgreich auf den Märkten; Werke wie der Tristan Gottfrieds von Straßburg, Karl der Große des Strickers, der Parzival Wolframs von Eschenbach, Wirnt von Gravenbergs Wigalois oder der Trojanerkrieg des Konrad von Würzburg waren durch ihre Vervielfältigungen aus dem Lauberschen Hause beim Publikum erfolgreich.

## Galerie

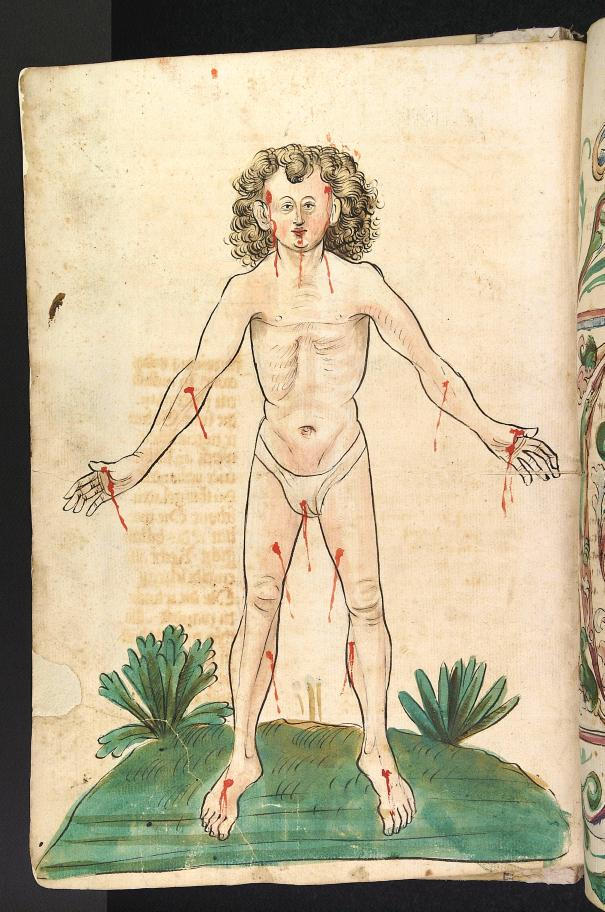
Das Buch der Natur von Konrad von Megenberg (1442–1448)
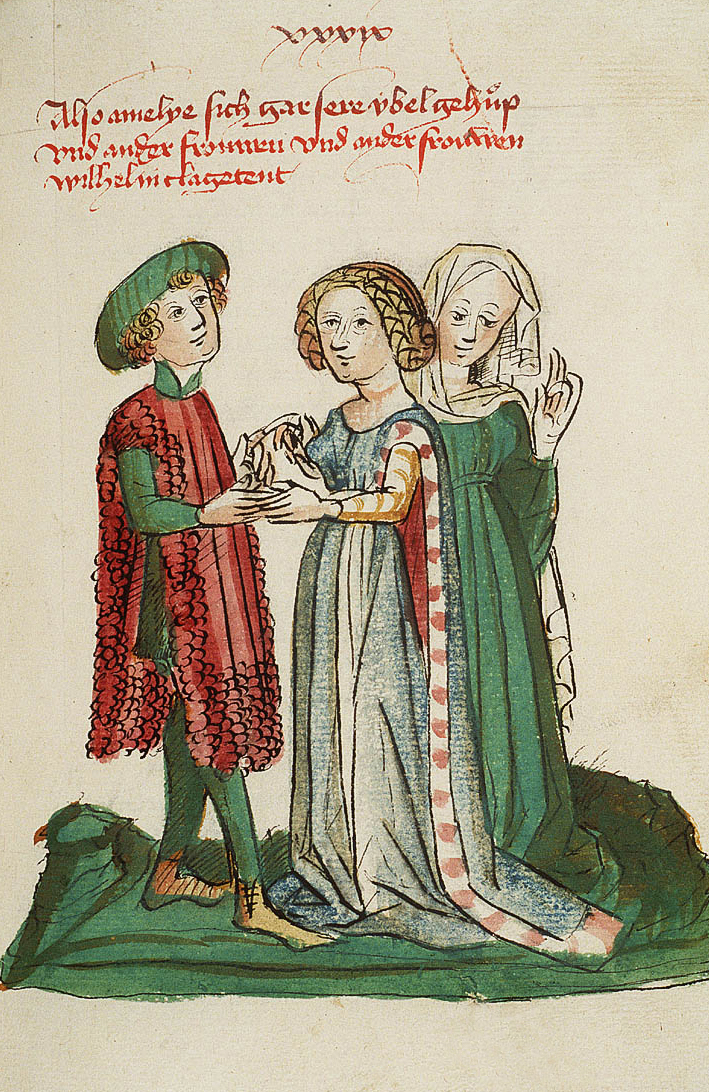
Wilhelm von Orléans und Prinzess Amelie von Rudolf von Ems (um 1450–1470)
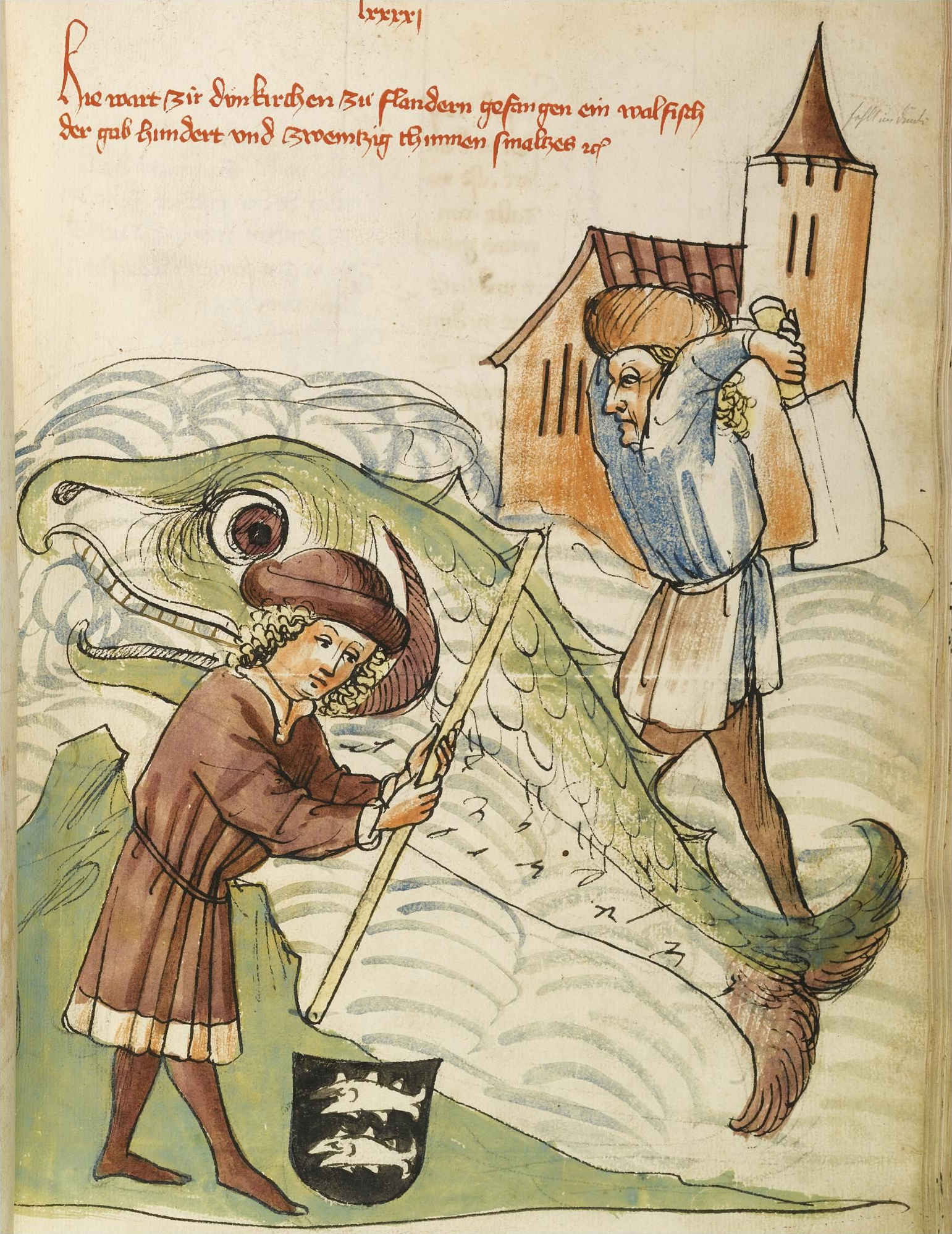
Das Buch des Kaisers Sigismund von Eberhard Windeck (um 1440–1450)
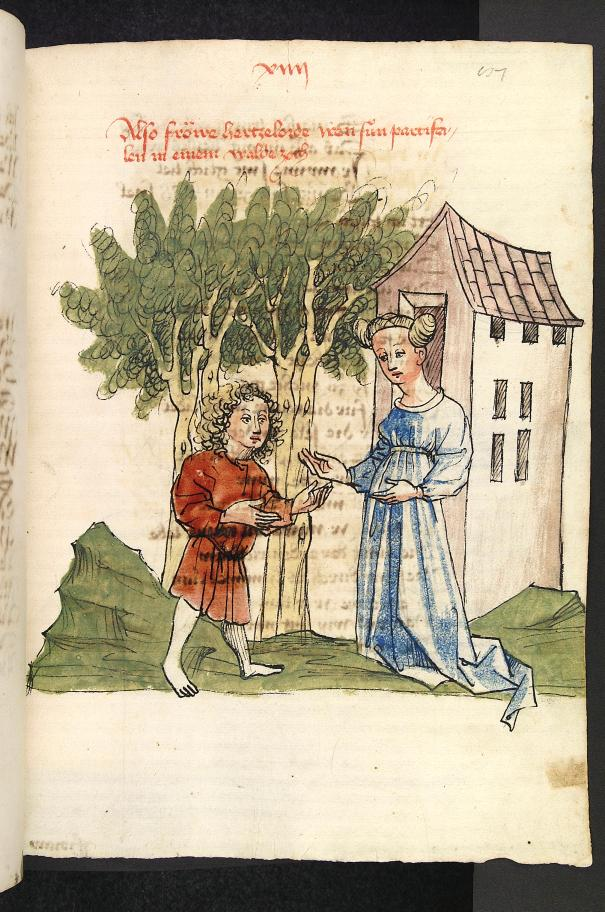
Parzival von Wolfram von Eschenbach (1443–1446)

## Literatur

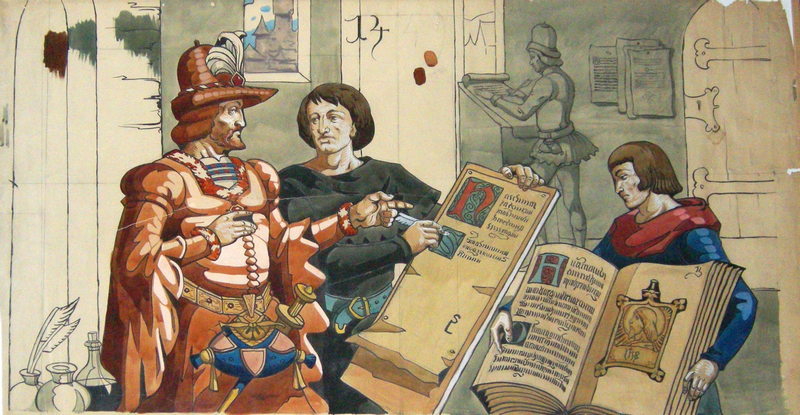
Historisierende Darstellung der Lauberschen Werkstatt (Aquarell von Léo Schnug, Ende des 19. Jahrhunderts)